# Ornithodoros arenicolous
Ornithodoros arenicolous är en fästingart som beskrevs av Harry Hoogstraal 1953. Ornithodoros arenicolous ingår i släktet Ornithodoros och familjen mjuka fästingar.
Artens utbredningsområde är Egypten. Inga underarter finns listade i Catalogue of Life.